# Adventureland
Adventureland (Brasil: Férias Frustradas de Verão / Portugal: Adventureland) é um filme americano de 2009, uma comédia romântica e dramática escrita e dirigida por Greg Mottola e estrelada por Jesse Eisenberg, Kristen Stewart, Ryan Reynolds, Martin Starr, Bill Hader, e Kristen Wiig. O  parque de diversões do filme é baseado num parque de Farmingdale, New York, onde o diretor Mottola trabalhou na década de 80.

## Sinopse
Durante o verão de 1987, o jovem James Brennan acaba de se formar no colégio e está ansioso para viajar para a Europa, até seus pais revelarem que não poderão pagar a viagem. À procura de um trabalho, James acaba conseguindo um emprego no parque de diversões de Pittsburgh  "Adventureland", onde se apaixona por sua bela colega de trabalho, Em Lewin, uma jovem rebelde e  despreocupada, mas com diversos problemas na vida. Juntos, os dois vivem um romance intenso, com direito à drogas, bebida e música.

## Elenco
- Jesse Eisenberg - James Brennan
- Kristen Stewart - Emily "Em" Lewin
- Ryan Reynolds - Mike Connell
- Martin Starr - Joel
- Matt Bush - Tommy Frigo
- Bill Hader - Bobby
- Kristen Wiig - Paulette
- Margarita Levieva - Lisa P.
- Ian Harding - Wealthy Prepster
- Mark Miller - Mark
- Mary Birdsong - Francie
- Dan Bittner - Pete O'Malley
- Paige Howard - Sue O'Malley
- Beth Reyes - Fitzwilliam

## Produção
Adventureland foi filmado em Pittsburgh, Pennsylvania, em 2007, com algumas cenas em Kennywood, um parque histórico em West Mifflin, Pennsylvania.

## Trilha sonora

### Faixas
1. "Satellite of Love" - Lou Reed
2. "Modern Love" - David Bowie
3. "I'm in Love with a Girl" - Big Star
4. "Tops" - The Rolling Stones
5. "Just Like Heaven" - The Cure
6. "Rock Me Amadeus" - Falco
7. "Don't Change" - INXS
8. "Your Love" - The Outfield
9. "Don't Dream It's Over" - Crowded House
10. "Looking for a Kiss" - The New York Dolls
11. "Don't Want to Know If You Are Lonely" - Husker Du
12. "Unsatisfied" - The Replacements
13. "Pale Blue Eyes" - The Velvet Underground
14. "Farewell Adventureland" - Yo La Tengo
15. "Adventureland Theme Song" - Brian Kenney

Um total de 41 músicas foram licenciadas para o filme, mas a maioria não está na trilha sonora.